# 新會商會港青基信學校
22°20′25″N 114°09′34″E / 22.34028°N 114.15944°E
新會商會港青基信學校（英語：San Wui Commercial Society YMCA of Hong Kong Christian School），缩写为SWYHKCS，是一所位于香港九龍深水埗的男女英语私立小学 ，這是僑港新會商會和香港基督教青年會於2013年開辦的小學。
該校提供中文和数学的本地课程、英语和STEM学科的国际课程、以及與英国教育相對應的實踐邊做邊學（Learn by doing）。
該校以其出色的資優教育以及学生在数学和程序设计领域的杰出表现而闻名。

## 历史
基督教青年会（YMCA）在1844年6月6日的英格兰伦敦成立， 是世界上历史最悠久、规模最大的青年慈善机构，旨在为社区中的年轻人提供支持。 
香港基督教青年會成立于1901年，是香港的一个慈善组织，总部位于九龍尖沙咀梳士巴利道。它致力于香港和国际社会促进正義、和平、希望和真理。  它为社会服务，关心需要帮助的人  ，并为香港的活动提供赞助。 
僑港新會商會起源于广东省江门市新会区，于1909年在香港成立，一直为香港的市民服务。自1920年以来，它旨在团结社区并为儿童提供负担得起的教育，在香港和国外运营的学校中享有声誉。
1950年代，僑港新會商會在九龙深水埗校园内成立了新会商会九龙学校。 后来成为香港的一所资助学校。由于2000年代香港缺少新生婴儿，学校于2008年永久关闭。
僑港新會商會与香港基督教青年会合作，通过提供校园建立一所新的基督教学校。利用深水埗的闲置校园，新會商會港青基信學校于2013年成立。在学校成立之初，学校实行了混合课程。汉语和数学科在当地课程中教授，其余科目在英国小学课程中实施。
从2016年开始，该校对某些科目的难度进行了调整。
校长托马斯·摩尔（Thomas Moore）先生于2018年抵达学校，并由谢副校长（Tammy Tse）带领教学团队。
在2019–2020学年，该校的6年级学生首次由大屿山东涌港青基信書院录取，作为学校网络。该中学由香港基督教青年會赞助，根据教育局直接资助计划运作。 
2020年，随着2019冠状病毒病疫情爆发，课程被暂停，学生只能在家中学习，「停課不停學」。 在整个停課期间，所有科目都进行了在线学习。
2022年3月，任職港青基信國際幼稚園校長的陳何惠敏女士加入該校擔任副校長。
2022年9月起，陳女士正式成為基信學校的校長。陳女士是一位經驗豐富的教育工作者，在幼兒讀寫和翻譯方面擁有深厚的背景，她自2004年起成為香港基督教青年會的一份子。憑藉二十年發展和領導機構幼稚園的經驗，陳女士帶來了豐富的知識和奉獻精神來擔任校長一職。
就任至今，陳校長熱衷於幫助每一位學生和教職員發現並培養他們獨特的、上帝賜予的天賦。透過她積極的鼓勵和溫和的指導，她努力創造一個讓每個人都能茁壯成長和充分發揮潛能的環境。 

## 校園環境
该校位于香港九龍深水埗民区的一个安静角落，毗邻李鄭屋邨、李鄭屋漢墓博物館、李鄭屋游泳池和长沙湾赛马会普通门诊。它也靠近蘇屋邨、元州邨、東京街和長沙灣站。
该校在1950年代建造的校园内进行了翻新，并发展成为一个国际学习环境。它的校园有一栋教学楼，除了位于2楼至4楼的常规教室外，教学楼还包括一个礼堂、一个舞蹈室和位于地下的小教堂、位于1楼的一个医疗室、一个艺术室、一个音乐室、游乐场和禮堂、位于2楼的图书馆、位于3楼的多功能室、位于4楼的MMLC、科学实验室、及位于5楼的另一个游乐场。
校园壁畫由学生创作，增强了学生的归属感。閉路電視镜头下方的插图表明该镜头不是在监视，而是在记录学生的笑脸和友好的态度。

## 學術

### 混合课程
该校实行了混合学校制度。汉语和数学科目在当地课程中教授，其余科目在英国小学课程中实施。
通过混合教育系统，学生可以为本地课程的进一步学习打下坚实的基础，并通过英国课程实践“边做边学”的教学模式，让学生更多地参与课堂，从而增加参与感和对学习的兴趣，取代了传统学校。经过课堂练习和繁重的作业后，学生可以使学习变得更加轻松愉快。
学生毕业后可以选择国际学校或当地中学。

### 语言学习
在香港的一所私立小学，英语为教学语言，学生精通兩文三語，即英语、西班牙語和普通话的应用。
学校在短时间内培养了学生学习西班牙语的兴趣和信心。外语老通过分享师，学生们了解了不同国家的文化，开阔了眼界，从小就树立了正确的世界观，并学会了尊重不同的当地文化。
除口语能力外，学校还重视学生的写作能力。从一年级开始，学生需要写日记 。

### 教與學
开放而轻松的教室氛围使学生敢于表达自己的意见，并使他们更加参与学习。课堂模式与传统模式不同。老师没有为学生设置标准答案。学生们可以自由发表自己的答案，而不必担心犯错误。教师的态度不仅可以建立良好的人际关系，保持课堂秩序，还可以让学生勇于表达自己的想法，并且不怕犯错误，因为教学团队认为他们在成长过程中必须经历错误，而校园则是让学生感到犯错的自在感。
该校的老师并没有扩大学生的弱点，而是从学生的长处开始，以便学生可以积极地改善自己。
该校帮助转学的学生尽快适应学校环境。老师安排同等水平的学生陪伴新学生学习。

## 学校特色

### 課外活動
了科学、机器人和计算机编程班，学校还设有运动队、乐器培训课程、校园电视台电台、校园周刊杂志等活动。在电视台中，学生可以在很小的时候就掌握拍摄和制作电视节目的技能。学生可以编辑和设计每周杂志。学校还得到了教育局支持。
每年该校都会为学生提供一系列的学习营，使学生可以通过野生经验掌握生存技能，还可以了解團隊合作，相处融洽。在游戏和活动中，学生学会处理个人情感，尝试接触新事物并发现不同的可能性。
学生和老师在“疯狂科学日”中进行了设计。通过視覺藝術创作，学生对中国历史有基本的了解。针对不同的主题，教师将引导学生进入社区并从实践经验中学习。
学生代表该校参加了机器人设计比赛。他们有机会与来自菲律宾、泰国和其他地方的学生进行交流。

### 资优教育
该校有很多資優学生。学生有自己的长处，但在情感和社交方面面临困惑或挑战。心理学家帮助解决这个问题，为教学团队提供培训，以便每个老师都能掌握基本技能并为每个学生开发个人档案以进行有针对性的处理。
该校的学生在数学和机器人技术方面具有潜力，并代表学校参加了各种活动，取得优异的成绩。
一个对编程特别有兴趣和才华的学生对课堂学习没有兴趣，因为他已经掌握了常规课程的内容。他被安排离开教室，并被要求为学校设计一个网页。这使他的才华出现在别人面前，并让他学习如何正确展示自己的才华。这种安排给才华横溢的学生带来成功感。

### 以學生為中心的校園
基信學校擁有全心全意關注學生福祉，一切以學生利益為中心的教學團隊。他們致力於為學生提供一個安全的環境，並以擁有關懷與和諧的風氣感到自豪。他們的教師經驗豐富、訓練有素，以基信的核心價值為基礎，提供優良的關顧和指導。除了優秀的教師和教學助理外，該校亦不斷改善校園設施，以支援學生的需要，讓他們能與特殊教育老師、教育心理學家和學校社工一起學習具挑戰性的課程。他們亦與校外支援緊密合作，為學生提供   言語及職業治療等服務。

## 公開活動
每年12月该学校的学生和老师参加了港青基信書院举行的国际趣味博览会 （IFF），作为音乐表演团队之一。参加者可以享受民族美食、集市、游戏、弹性城堡和艺术展览。 参加者还可以观看学生的才艺表演，展示世界各地不同国家的歌曲和舞蹈。

## 国际联系
该校与来自世界所有城市的基督教青年会中心相连。由世界各地基督教青年会中心赞助的许多学校或组织在学校的陪同下来香港访问。此外，学校还在海外活动中利用其他城市的基督教青年会设施。

## 公共交通
從長沙灣站步行即可到達學校。在學校周围运营的巴士路线包括：來往尖沙咀天星碼頭的九龍巴士2號線、來往樂華邨的2A線、來往旺角的202號線、來往長沙灣的新巴702S線、來往清水灣半島的796C線、來往北角的過海隧道巴士112線、來往數碼港的970線和來往香港仔的970X線。

## 外部連結
- 官方网站